# هلنا سوکووا
 هلنا سوکووا (چکی: Helena Suková؛ زاده ۲۳ فوریهٔ ۱۹۶۵) یک تنیس‌باز اهل جمهوری چک است.